# Frank Kerže
Frank Kerže, slovenski pisatelj, urednik, prevajalec in publicist, * 2. februar 1876, Vinice, † 24. oktober 1961, Los Angeles.

## Življenjepis
Kerže je bil v dijaških letih član literarnega krožka Zadruga, iz katerega so izšli predstavniki moderne. Leta 1904 se je odselil v ZDA. Sprva je sodeloval pri listu Glas naroda v New Yorku. Ustanovil in od leta 1905 do 1907 je urejal humoristični list Komar, od leta 1912 do 1913 pa je izdajal in urejal čikaški mesečnik Naš gospodar, nato pa od leta 1915 do 1928 mesečno družinsko revijo Čas. Med prvo svetovno vojno je bil vnet zagovornik republikanskih idej. V času druge svetovne vojne je ustanovil Združena slovenska društva v New Yorku, v okviru katerih je delovala slovenska šola v Brooklynu. S prevodom oz. priredbo romana Winnetou, rdeči gentleman (izvirnik Winnetou der Rote Gentleman, 1893) za Glas naroda 1906 in 1907 (objavljen je bil pod šifro R. in je 1907. leta izšel tudi v knjižnem ponatisu) se uvršča med prve slovenske prevajalce potopisnega romana Karla Maya.

## Literarno delo
- Janez Vertin, škof (1899)